# Pseudopyrota sanguinithorax
Pseudopyrota sanguinithorax is een keversoort uit de familie van oliekevers (Meloidae). De wetenschappelijke naam van de soort is voor het eerst geldig gepubliceerd in 1880 door Haag-Rutenberg.